# Zlaté maliny za rok 1989
Zlaté maliny za rok 1989 byly udělovány 25. března 1990 v Hollywood Roosevelt Hotel v Kalifornii k uctění nejhorších filmů roku. Nejvíce nominací získal film Star Trek V: Nejzazší hranice, celkem 6.

## Nominace
| Kategorie                         | Nominace (vítěz tučně)                                                                                         |
| --------------------------------- | --- |
| Nejhorší film                     | Star Trek V: Nejzazší hranice (Paramount)                                                                      |
| Nejhorší film                     | Karate Kid 3 (Columbia)                                                                                        |
| Nejhorší film                     | Kriminál (TriStar)                                                                                             |
| Nejhorší film                     | Road House (United Artists)                                                                                    |
| Nejhorší film                     | Závodní horečka (Orion)                                                                                        |
| Nejhorší herec                    | William Shatner za film Star Trek V: Nejzazší hranice v roli Jamese T. Kirka                                   |
| Nejhorší herec                    | Tony Danza za film Ruce pryč od mé dcery v roli Douga Simpsona                                                 |
| Nejhorší herec                    | Ralph Macchio za film Karate Kid 3 v roli Daniela LaRusso                                                      |
| Nejhorší herec                    | Patrick Swayze za filmy Kriminál a Tango a Cash v rolích Franka Leoneho a Raye Tanga                           |
| Nejhorší herec                    | Sylvester Stallone za filmy Krevní pouto a Road House v rolích Trumana Gatese a Jamese Daltona                 |
| Nejhorší herečka                  | Heather Locklear za film Návrat muže z bažin v roli Abby Arcane                                                |
| Nejhorší herečka                  | Jane Fonda za film Přistěhovalec v roli Harriet Winslow                                                        |
| Nejhorší herečka                  | Brigitte Nielsen za film Bye Bye Baby v roli Lisy                                                              |
| Nejhorší herečka                  | Pavlína Pořízková za film Její alibi v roli Niny                                                               |
| Nejhorší herečka                  | Ally Sheedy za film Srdce jihu v roli Maggie DeLoach                                                           |
| Nejhorší herec ve vedlejší roli   | Christopher Atkins za film Velká výzva v roli Bruce Arlingtona                                                 |
| Nejhorší herec ve vedlejší roli   | DeForest Kelley za film Star Trek V: Nejzazší hranice v roli Leonarda McCoye                                   |
| Nejhorší herec ve vedlejší roli   | Ben Gazzara za film Road House v roli Brada Wesleyho                                                           |
| Nejhorší herec ve vedlejší roli   | Noriyuki "Pat" Morita za film Karate Kid 3 v roli pana Miyagiho                                                |
| Nejhorší herec ve vedlejší roli   | Donald Sutherland za film Kriminál v roli Wardena Drumgooleho                                                  |
| Nejhorší herečka ve vedlejší roli | Brooke Shields za film Závodní horečka v roli letušky                                                          |
| Nejhorší herečka ve vedlejší roli | Angelyne za film Pozemšťanky jsou lehce k mání                                                                 |
| Nejhorší herečka ve vedlejší roli | Anne Bancroft za film Bert Rigby, jsi hlupák v roli Meredith Perlestein                                        |
| Nejhorší herečka ve vedlejší roli | Madonna za film Vražda na Broadwayi v roli Hortense Hathaway                                                   |
| Nejhorší herečka ve vedlejší roli | Kurt Russell za film Tango a Cash v roli Gabriela Cash                                                         |
| Nejhorší režie                    | William Shatner za film Star Trek V: Nejzazší hranice                                                          |
| Nejhorší režie                    | John G. Avildsen za film Karate Kid 3                                                                          |
| Nejhorší režie                    | Jim Drake za film Závodní horečka                                                                              |
| Nejhorší režie                    | Rowdy Herrington za film Road House                                                                            |
| Nejhorší režie                    | Eddie Murphy za film Noci v Harlemu                                                                            |
| Nejhorší scénář                   | Eddie Murphy za film Harlem Nights                                                                             |
| Nejhorší scénář                   | Robert Mark Kamen za film Karate Kid 3                                                                         |
| Nejhorší scénář                   | Rowdy Herrington za film Road House                                                                            |
| Nejhorší scénář                   | David Loughery (příběh: William Shatner, Harve Bennett a David Loughery) za film Star Trek V: Nejzazší hranice |
| Nejhorší scénář                   | Randy Feldman za film Tango a Cash                                                                             |
| Nejhorší filmová píseň            | „Bring Your Daughter... to the Slaughter“ z filmu Noční můra v Elm Street 5: Dítě snu, napsal Bruce Dickinson  |
| Nejhorší filmová píseň            | „Let's Go“ z filmu Noční můra v Elm Street 5: Dítě snu, napsal Mohanndas Dewese                                |
| Nejhorší filmová píseň            | „Pet Sematary“ z filmu Hřbitov domácích zvířátek, napsali Dee Dee Ramone a Daniel Rey                          |